# Centura scapulară
Centura scapulară (cingulum membri superioris) sau centura pectorală (cingulum pectorale) este o structură osoasă inelară incompletă, formată din cele două clavicule și scapule (omoplați), care susține membrele superioare libere, legându-le de trunchi. 
Girurile pectorale sunt echivalente cu membrele superioare așa cum girul pelvian este echivalent cu membrele inferioare; girurile sunt părțile scheletului apendicular care fixează membrele la scheletul axial.
La oameni, singurele articulațies anatomice adevărate între girul umărului și scheletul axial sunt articulațiile sternoclaviculare de fiecare parte. Nu există o articulație anatomică între fiecare scapulă și cutia toracică; în schimb, conexiunea musculară sau articulația fiziologică dintre cele două permite o mare mobilitate a girului umărului în comparație cu girul pelvian compact; deoarece membrul superior nu este implicat în susținerea greutății, stabilitatea sa a fost sacrificată în favoarea unei mobilități mai mari. La acele specii care au doar scapula, nu există o articulație între membrul anterior și torace, singura atașare fiind musculară.